# Moisés Heresi
Moisés Heresi Abdelnour (Arequipa, 19 de julio de 1957) es un fisicoculturista, empresario y político peruano. Fue congresista de la república durante el periodo 1995-2000.

## Biografía
Nació en la ciudad de Arequipa, el 19 de julio de 1957.
Realizó sus estudios primarios y secundarios en el colegio Jesuita y la Salle de Arequipa, así como en el Maristas del distrito de San Isidro. Luego realizó estudios de Capacitación en Preparación Física y Alimentación en diferentes disciplinas físicas en Perú, Argentina, Estados Unidos y España.
Fue campeón nacional e internacional de Fisicoculturismo, Mister Perú, Argentina, Colombia y Ecuador. Además, es accionista de varias empresas e instructor de cultura física en programas de la televisión nacional.

## Participación en la política

### Congresista de la República
Fue miembro de Coordinadora Democrática, partido político liderado por el excongresista José Barba Caballero, y se inició en la política como candidato al Congreso de la República en las elecciones parlamentarias de 1995 por la alianza CODE-País Posible. Heresi resultó elegido como congresista con 6,047 votos para el periodo parlamentario 1995-2000.
Como congresista fue integrante de la Comisión de Educación.
Estuvo un tiempo alejado de la vida política hasta que en las elecciones generales del 2011, volvió como candidato al Congreso de la República por Cambio Radical liderado entonces por Álex Kouri, sin embargo, no resultó elegido.

## Controversias
En el año 1998, Moisés Heresi inauguró un gimnasio en el distrito de San Isidro que se caracterizó por ser unos de los más modernos de la época. Sin embargo al año siguiente, se le abrió una investigación por el presunto lavado de activos proveniente del narcotráfico. A través de una orden judicial se le despojó de la administración de su negocio y durante toda su investigación. Heresi negó todas las acusaciones y dijo que el Banco del Nuevo Mundo fue quien financió su gimnasio.
En julio del año 2019 sufrió un accidente con su auto en Cañete tras querer esquivar a un animal en la carretera. Inmediatamente fue internado en una clínica de la ciudad de Lima.